# Sidi Lazreg Belhadj
 (décembre 2024).
 (décembre 2024).
Sidi Lazreg Belhadj (en arabe : سيدي لزرق بلحاج) est un soufi et Chef de révolte de Flittas , né en 1809 à El Hamoumia près de Oued Essalem et mort le 5 juin 1864 à Dar Ben Abdellah.

## Biographie

### Enfance et formation
Sidi Lazreg Belhadj est né en 1809 à El Hamoumia près de Oued Essalem, au sein d'une famille chérifienne. Sa lignée est la suivante : Lazreg ben enaouda ben Ahmed ben Mohamed ben Belkacem ben Said ben Belkacem ben Sidi Ali Ben Yahia. 

### Carrière
Sidi Lazreg Belhadj organise la résistance à l'occupation française en 1864. Il remporte plusieurs batailles, comme celle de Rahouia, Dar Ben Abdullah et Zammora. Il participe au siège de la ville de Relizane le 1 juin 1864.

### Mort
En 1864, il dirige la résistance des Flittas contre les forces françaises dans la région de Relizane et de Tiaret,.
Il est tué lors d'une bataille le 5 juin, à Dar Ben Abdellah.

## Dans la culture populaire

### Théâtre
- L'épopée de Sidi Lazreg Belhadj : en 2017, l'association Oyoun Mina produit une pièce sur la vie de Sidi Lazreg Belhadj et ses guerres contre l'armée française. La pièce est mise en scène par Sabih Mohamed et écrite par Mechaoui Abdelkader[6].

### Dessin
- Insurrection d'Algérie : dessin publié dans la revue Française L'illustration en 1864 montrant deux chevaliers arabes traînant leur compagnon, Sidi Lazreg Belhadj, tué dans leur guerre contre les Français à Dar Ben Abdallah[7].